# KDA-4 (航空機)
KDA-4は、日本の川崎造船所飛行機工場（後の川崎航空機工業）が計画した水上戦闘機。実機は製造されていない。名称にある「KDA」は、「Kawasaki Dockyard, Army」の略。

## 概要
1929年（昭和4年）初頭、八八式偵察機（KDA-2）やKDA-3試作戦闘機を高性能機として完成させたリヒャルト・フォークト博士の設計手腕を評価した川崎は、フォークト博士に対して彼自身がエンジンや武装、コンセプトまで定める形での新戦闘機の設計を依頼し、軍の要求に依らない川崎による自主開発を開始した。これを受けてフォークト博士は単フロートを備えた複葉水上戦闘機KDA-4を設計し、1929年5月には日本海軍の協力を得て霞ヶ浦にて風洞試験を行っている。なお、作業には土井武夫技師も参加した。
しかし、装備を予定したシーメンス・ハルスケ「Sh.20」空冷星型9気筒エンジン（最大480 hp）の調達が困難であることが難点となり、具体的な設計には進まないまま基礎設計段階で計画は中止された。その後、フォークト博士主導による川崎の戦闘機自主開発は、1929年中に開発が始まったKDA-5（後の九二式戦闘機）へと引き継がれている。